# Gerolamo Pallavicini
Gerolamo Pallavicini (* um 1463 in Cremona; † 18. August 1503 in Buccione, Piemont) war ein italienischer Geistlicher und Bischof von Novara. Er entstammte der Familie Pallavicini.

## Leben
Pallavicini wurde am 18. April 1485 im Alter von erst 22 Jahren zum Administrator des Bistums Novara ernannt. Fünf Jahre später wurde er zum Bischof von Novara erwählt. Er starb am 18. August 1503 in dem Ort Buccione am Ufer des Ortasees.